# ポポンデッタ・フルカタ
ポポンデッタ・フルカタ（Pseudomugil furcatus）は、トウゴロウイワシ目に属する淡水魚の1種。パプアニューギニアのオロ州にある町、ポポンデッタの固有種。熱帯魚として飼育される。

## 概要
レインボーフィッシュと総称される熱帯魚の一種。全長は4cmで、川の中流から下流で群れを作って生活する。落下昆虫や水生昆虫、イトミミズなどを餌としている。
体は透き通っているが、各ヒレは黄色く縁どられている。また目は青く、英名のフォークテール・ブルーアイ（Forktail blue-eye）の由来となっている。なお Forktail は尾が二つに分かれていることを意味するが、実際には尾びれの上下が黄色く、中央部が黒色になっていることで、2つに分かれているように見えるだけである。
シュードムギル・フルカタ、ポポンデッタ・レインボー、フォークテール・レインボーなどの別名がある。ちなみに英語でポポンデッタ・ブルーアイ（Popondetta blue-eye）というと、近縁種のプセウドムギル・コンニエ（Pseudomugil connieae）のことを指す。
本種はかつてポポンデッタ属（Popondetta）に分類されていたが、のちにシュードムギル属（プセウドムギル属）に分類が改められた。しかし旧属名であるポポンデッタの名称で呼ばれることが一般的となっている。

## 利用
シュードムギル・コンニエなどの近縁種と共に、アクアリウムにおいて飼育されることがある。採集個体が日本などに輸出されており、人工飼料でも飼育できる。繁殖は可能とされるが繁殖例は少ない。。